# 奇峰靛青斑蕈甲
奇峰靛青斑蕈甲（Cyanopenthe leei）為偽蕈甲科靛青斑蕈甲屬（Cyanopenthe）下的一個種，為台灣首次記錄到靛青斑蕈甲屬的物種之一。

## 物種描述
體態渾圓，約8-9毫米。雄蟲觸角小節第7節略呈櫛齒，第8-11節明顯擴成櫛齒狀。前胸背板長度短於寬度。翅鞘渾厚寬圓，上有縱列點刻。頭、前胸背板黑色，觸角暗金屬藍，翅鞘金屬靛青色，腹部暗金屬藍，小楯片密布黃色絨毛，但中央無毛形成一圓點。雌蟲與雄蟲相似，唯觸角小節第7節明顯呈櫛齒狀。
本種主要分布南部中海拔山區，夜行性，以多孔菌類子實體為食。翅鞘金屬靛青色，小楯片密布黃色絨毛，但中央無毛形成一圓點。與臺灣靛青斑蕈甲近似，須從外生殖器構造區分。

## 棲地與分布
目前僅知分布於台灣，主要分布於台灣南、東南部中海拔山區。

## 分類學
本物種屬於偽蕈甲科靛青斑蕈甲屬的物種。

## 發現歷史
2015年，臺灣大學昆蟲系學生蕭昀與美國東新墨西哥大學的達倫·帕洛克（Darren Pollock）教授，英國倫敦自然史博物館的鞘翅目蒐藏主管經理馬克士威·巴克萊進行國際合作，發表了臺灣之前從未記錄過的偽蕈甲科屬別靛青斑蕈甲屬新物種，並描述了臺灣靛青斑蕈甲和奇峰靛青斑蕈甲等兩個物種。其中本種以臺灣鞘翅目分類學家李奇峰博士的姓氏 「Lee」命名，以推崇李博士對於金花蟲、扁泥蟲和大吸木蟲等等科群分類學研究的貢獻。